# Ancylotrypa brevipes
Ancylotrypa brevipes är en spindelart som först beskrevs av Karsch 1879.  Ancylotrypa brevipes ingår i släktet Ancylotrypa och familjen Cyrtaucheniidae. Inga underarter finns listade i Catalogue of Life.